# Johann Daniel Holz

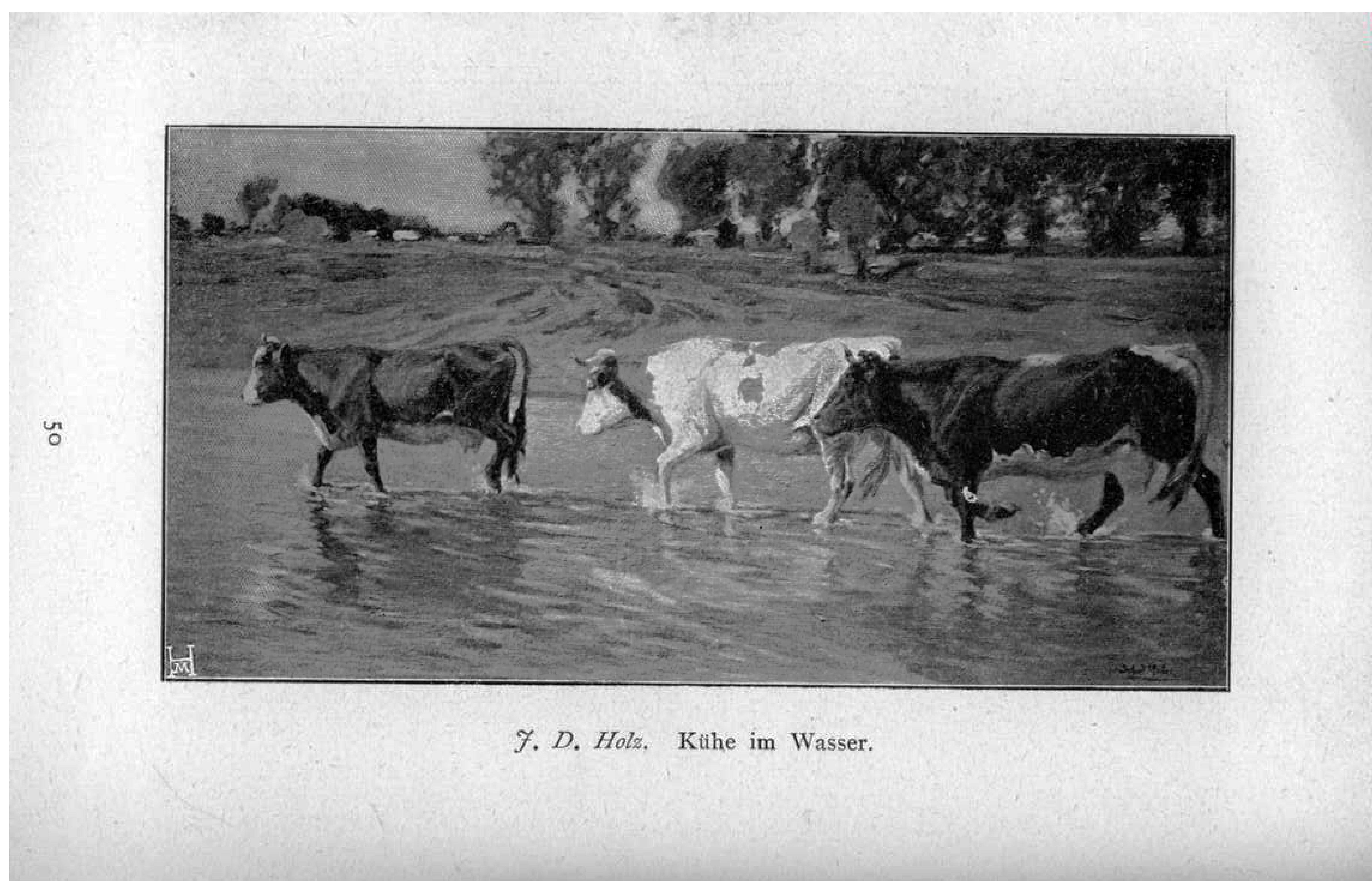
Johann Daniel Holz: Kühe im Wasser (1900)

Johann Daniel Holz (* 26. Januar 1867 in Bremen; † 22. März 1945 in Fürstenfeldbruck) war ein deutscher Tier- und Landschaftsmaler und Mitglied der Luitpold-Gruppe.

## Leben
Holz war 1886 und 1887 Schüler an der Akademie der Künste in Berlin, dann ein Jahr lang Schüler an der Akademie Karlsruhe unter Hermann Baisch. Anschließend nahm Holz ein Studium bei Viktor Weißhaupt und Franz Amling auf. Holz malte vor allem  Landschaftsbilder mit Herdenvieh. Er stellte häufig im Münchener Glaspalast und den Berliner Großen Kunstausstellungen aus.
Werke von ihm hängen in den Sammlungen in der Neuen Pinakothek in München und in der Dachauer Galerie.